# Anolis smaragdinus
Anolis scriptus (багамський зелений аноліс) — вид ігуаноподібних ящірок родини анолісових (Dactyloidae). Ендемік Багамських Островів.

## Підвиди
Виділяють два підвиди:
- Anolis smaragdinus smaragdinus Barbour & Shreve, 1935;
- Anolis smaragdinus lerneri Oliver, 1948.

## Поширення і екологія
Багамські зелені аноліси мешкають на островах Великої Багамської банки, Біміні, Беррі, Андрос та на деяких інших островах в центральній частині Багамського архіпелагу. Вони живуть в сухих тропічних лісах і чагарникових заростях, в мангрових заростях, на плантаціях і в садах та поблизу людських поселень.